# Ристо Тохол
Ристо или Риста Тохол Дуждевич (на сръбски: Ристо, Риста Тохољ-Дуждевић), e сръбски революционер, деец на сръбската въоръжена пропаганда в Македония, командир на сръбска доброволческа чета в Първата световна война.

## Биография
Тохол е роден в 1882 година в херцеговския град Мостар, Австро-Унгария в семейството на Видак Тохол. Принадлежи към известен род от Източна Херцеговина. Започва да учи право в Загребския университет, но става член на Черна ръка, изоставя следването си и заедно със съгражданина си Риста Миличевич (загинал в Първата световна война при Крупня) става четник на Георги Скопянчето в Македония. Дуждевич, което означава Херцеговски, вероятно е бойният му псевдоним. Участва в сражението при Табановце и в голямото сражение при Гуглин през август 1905 година.
Заедно с Миличевич, също член на Черна ръка заминава за Босна преди Сараевския атентат. След атентата брат му Илия Тохол е арестуван от властите. Доброволец е в избухналата Първата световна война е в Рудничкия четнически отряд на Воислав Танкосич заедно с приятеля му Миличевич, Мустафа Голубич и Джуро Шарац. След смъртта на Миличевич при Крупня и гибелта на Танкосич, с когото са близки, Тохол става командир на чета в батальона на Войн Попович и с него се оттегля на Корфу като минира железния мост при Тръстеник. Като подпоручик оглавява 3-та сръбска доброволческа чета на Сръбския доброволчески корпус в Руската армия, който се сражава с части на Българската армия в Добруджа. Загива при атака край добричкото село Кара Синан.